# Kris Kloss
Kris Kloss er en amerikansk skuespiller og wrestling kommentator, bedst kendt fra Xtreme Pro Wrestling og senest Wrestling Society X på MTV. Kris Kloss huskes nok bedst for hans kendetegn, når en wrestler kom ud for noget voldsomt, nemlig et langt højlydt skrig.